# Gwenn ha du
Gwenn ha du – bretońska tajna organizacja terrorystyczna działająca we Francji w latach 30. i na pocz. lat 40. XX wieku.
Organizacja została założona pod koniec 1930 r. w Paryżu z inicjatywy bretońskiego ekstremisty Célestina Lainé’a, który postanowił wprowadzić w życie hasło "direct action". Opierała się na wzorach irlandzkiej IRA. Została tak nazwana na cześć flagi bretońskiej, której nazwa jest taka sama w języku bretońskim. Gwenn ha du występowała jako nieoficjalne ramię zbrojne Bretońskiej Partii Narodowej (PNB). Należeli do niej – oprócz C. Lainé’a – m.in. Guillaume Berthou, Francis Bayer du Kern, Henri Le Helloco, Olier Mordrel, Théophile Jeusset, François Debeauvais, Augustin Catelliot, Fant Rozec. W 1932 r. rozpoczęła się seria ataków terrorystycznych, głównie bombowych, przeciwko urzędom administracji państwowej, posterunkom policji i żandarmerii, liniom kolejowym, urządzeniom i liniom wysokiego napięcia, a także pomnikom upamiętniającym francuskie panowanie w Bretanii. W lipcu 1932 r. bojówkarze Gwenn ha du wysadzili w Rennes pomnik upamiętniający unię Bretanii z Francją z 1532 r. Na pocz. sierpnia tego roku podłożyli bombę pod pomnik króla Francji, znajdujący się naprzeciwko urzędu burmistrza miasta. Kilka dni później przyznali się do ataku bombowego w Vannes podczas uroczystości 400-lecia unii bretońsko-francuskiej z udziałem premiera Édouarda Herriota. W tej sytuacji władze francuskie 11 sierpnia aresztowały i uwięziły 6 członków Gwenn ha du. Przerwało to ataki terrorystyczne jedynie na kilka miesięcy. Już 20 listopada został zdetonowany ładunek wybuchowy na linii kolejowej pomiędzy Ingrandes i Champtocé, krótko przed przejazdem pociągu z premierem É. Herriotem. Do kolejnych 3 ataków bombowych doszło 13 kwietnia 1936 r. w 20-tą rocznicę rewolucji irlandzkiej na obszarze 4 prefektur (Rennes, Saint-Brieuc, Quimper i Nantes). 18 grudnia 1938 r. został z kolei wysadzony pomnik upamiętniający unię Bretanii z Francją w Pontivy, zaś 28 lutego 1939 r. zaatakowano budynek prefektury w Quimper. Ostatni atak został dokonany już podczas okupacji niemieckiej – 13 maja 1941 r. została zdetonowana bomba pod barakami żandarmerii w Carhaix.